# 聖コスマスと聖ダミアヌスの殉教
『聖コスマスと聖ダミアヌスの殉教』（せいコスマスとせいダミアヌスのじゅんきょう、仏: Le Martyre des saints Cosme et Damien、英: The Beheading of Saints Cosmas and Damian） は、 1443年に初期イタリア・ルネサンスの巨匠フラ・アンジェリコが板上にテンペラと油彩で制作した絵画である。本来、『サン・マルコ祭壇画』(サン・マルコ美術館) の裾絵 (プレデッラ) をなしていた9点のうちの1点で、フィレンツェのメディチ家の守護聖人聖コスマスと聖ダミアヌスの殉教を主題としている。作品は1882年に購入されて以来、パリのルーヴル美術館に所蔵されている。

## 作品

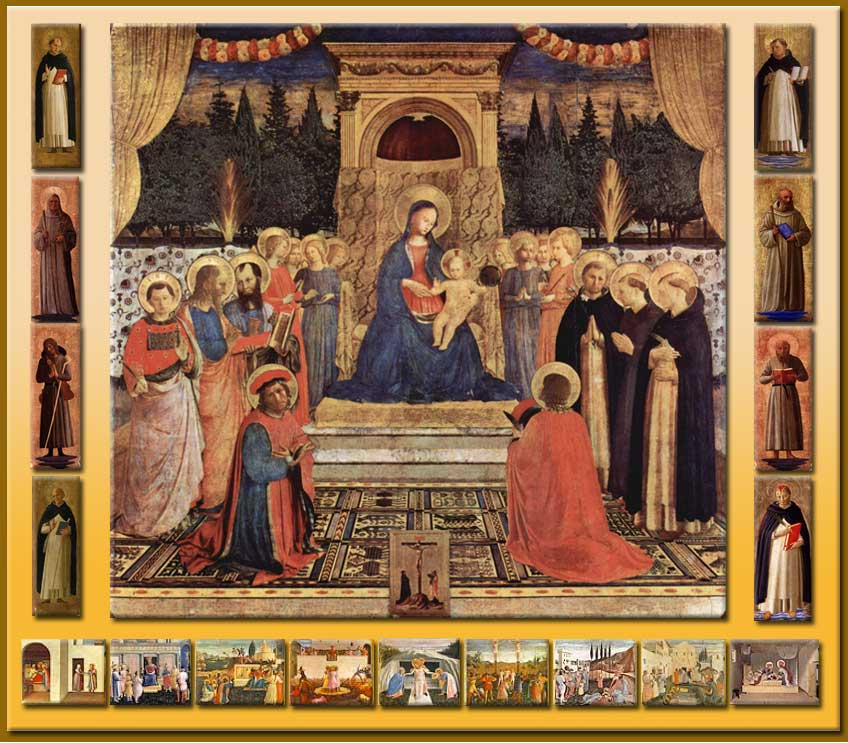
本来の『サン・マルコ祭壇画』 (サン・マルコ美術館、フィレンツェ) の全体復元図。下部に9点の裾絵があり、『聖コスマスと聖ダミアヌスの殉教』は右側から3番目に見える。

双生児のコスマスとダミアヌスは医者 (そのため、彼らはイタリア語で「医者 (メディチ)」を表すメディチ家の守護聖人となった) で、キリスト教徒獲得のため無料で医療を無料で施した。3世紀末に彼らは他の3兄弟とともに斬首され、殉教した。
本作に描かれている無残な光景は、トスカーナ地方の風景を思わせるなだらかな山並みに囲まれた城塞都市の門外に設定されている。陽光の明るさと流血の氾濫の対比は、殉教場面の酷薄さをいっそう印象づけている。背後に直立する5本の糸杉は殉教者の人数と対応し、彼らの変容した姿、あるいは出来事の永遠の証人という趣を見せている。
本作は元来、『サン・マルコ祭壇画』の裾絵を構成していた9点のうちの1点で、右側から3番目に配置されていた。他の8点中4点は、ミュンヘンのアルテ・ピナコテークにある『キリストの埋葬』、『総督リシウスの前の聖コスマスと聖ダミアヌス』、『救出された聖コスマスと聖ダミアヌス』、『磔にされ、石を投げられる聖コスマスと聖ダミアヌス』、ワシントン・ナショナル・ギャラリーにある『聖コスマスと聖ダミアヌスによるパラディアの治癒』、ダブリンのアイルランド国立美術館にある『死刑を宣告される聖コスマスと聖ダミアヌス』、サン・マルコ美術館にある『聖コスマスと聖ダミアヌスによるユスティニアヌスの治癒』と『聖コスマスと聖ダミアヌスの埋葬』である。

## サン・マルコ祭壇画の裾絵

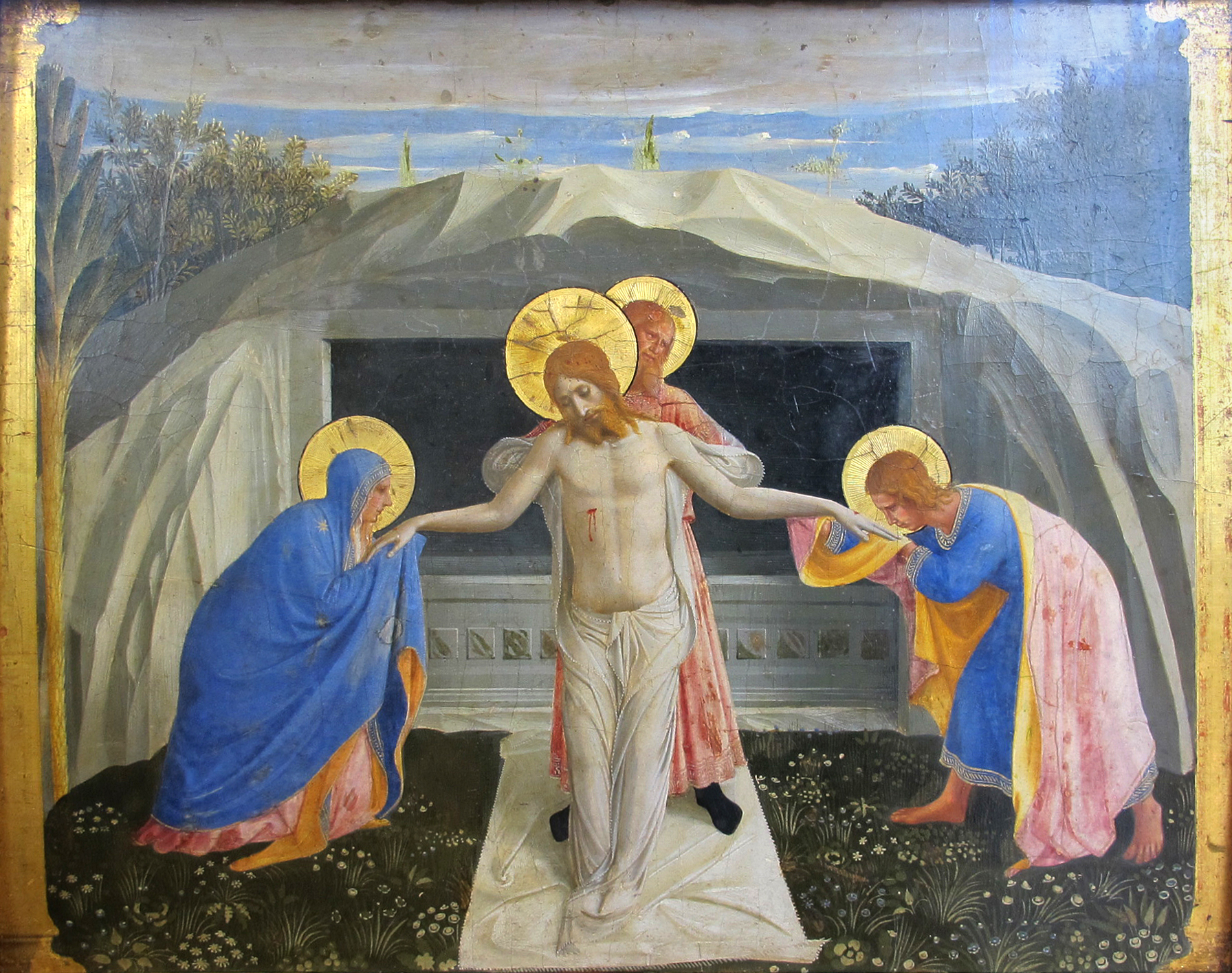
『キリストの埋葬』、アルテ・ピナコテーク
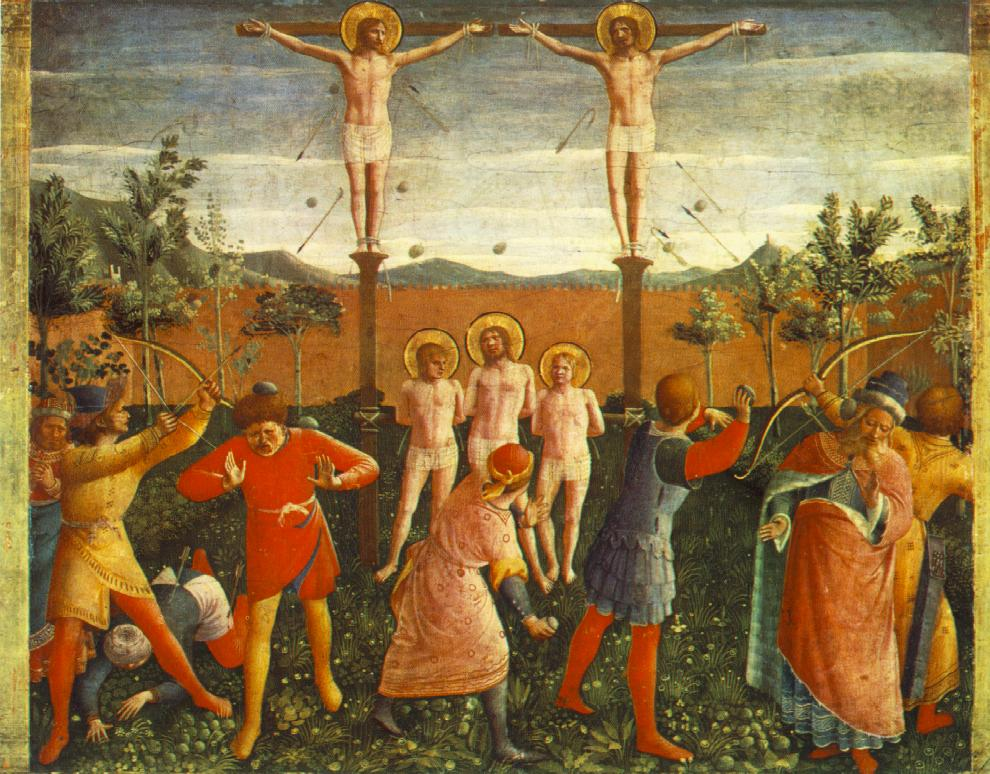
『磔にされ、石を投げられる聖コスマスと聖ダミアヌス』、アルテ・ピナコテーク
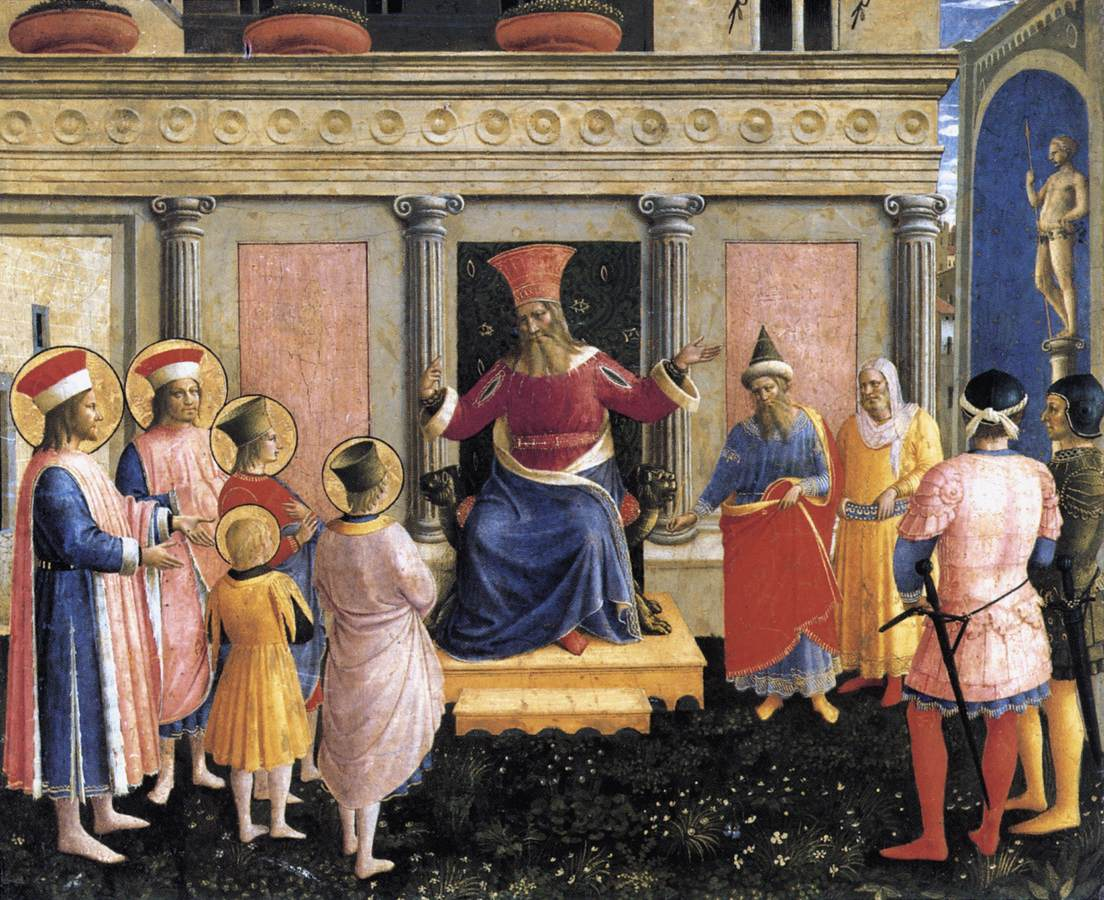
『総督リシウスの前の聖コスマスと聖ダミアヌス』、アルテ・ピナコテーク
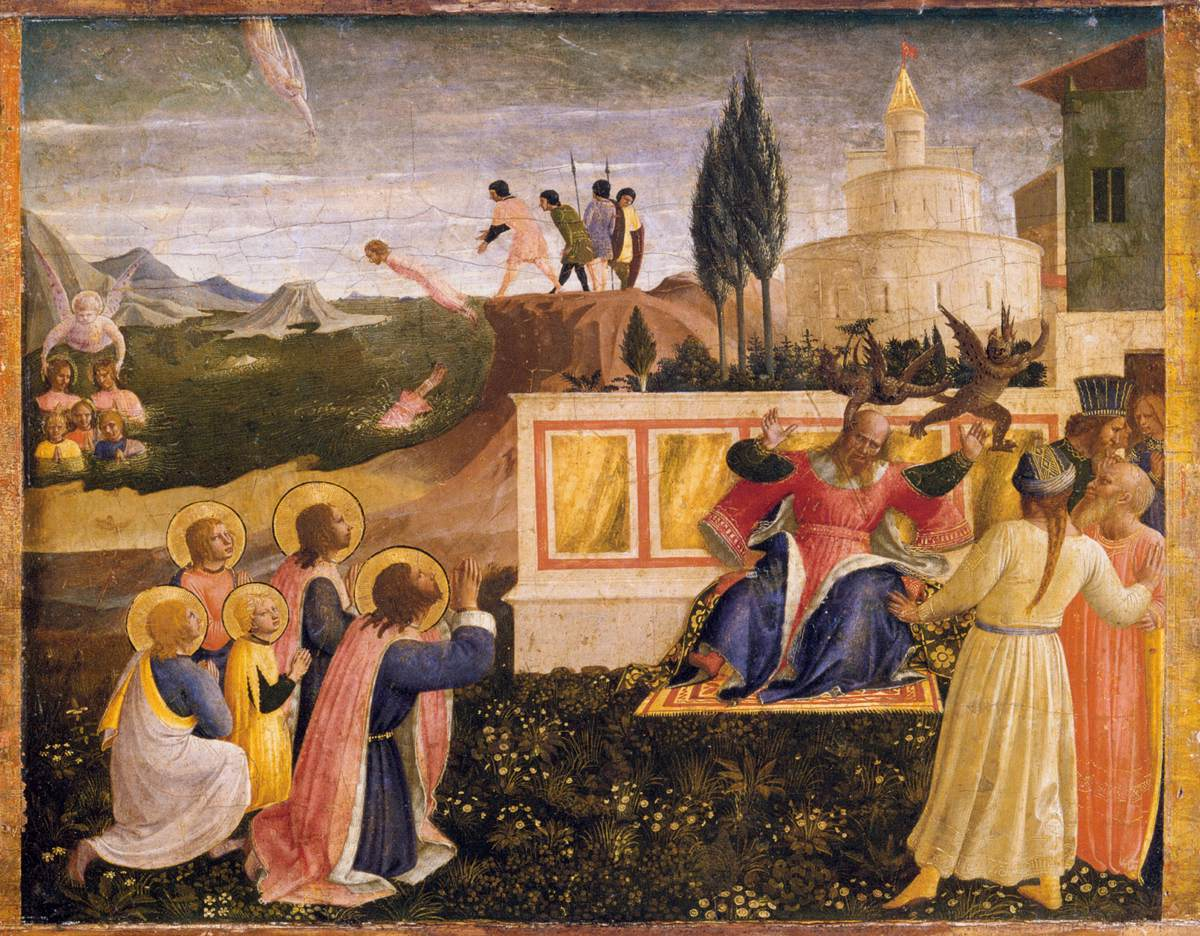
『救出された聖コスマスと聖ダミアヌス』、アルテ・ピナコテーク
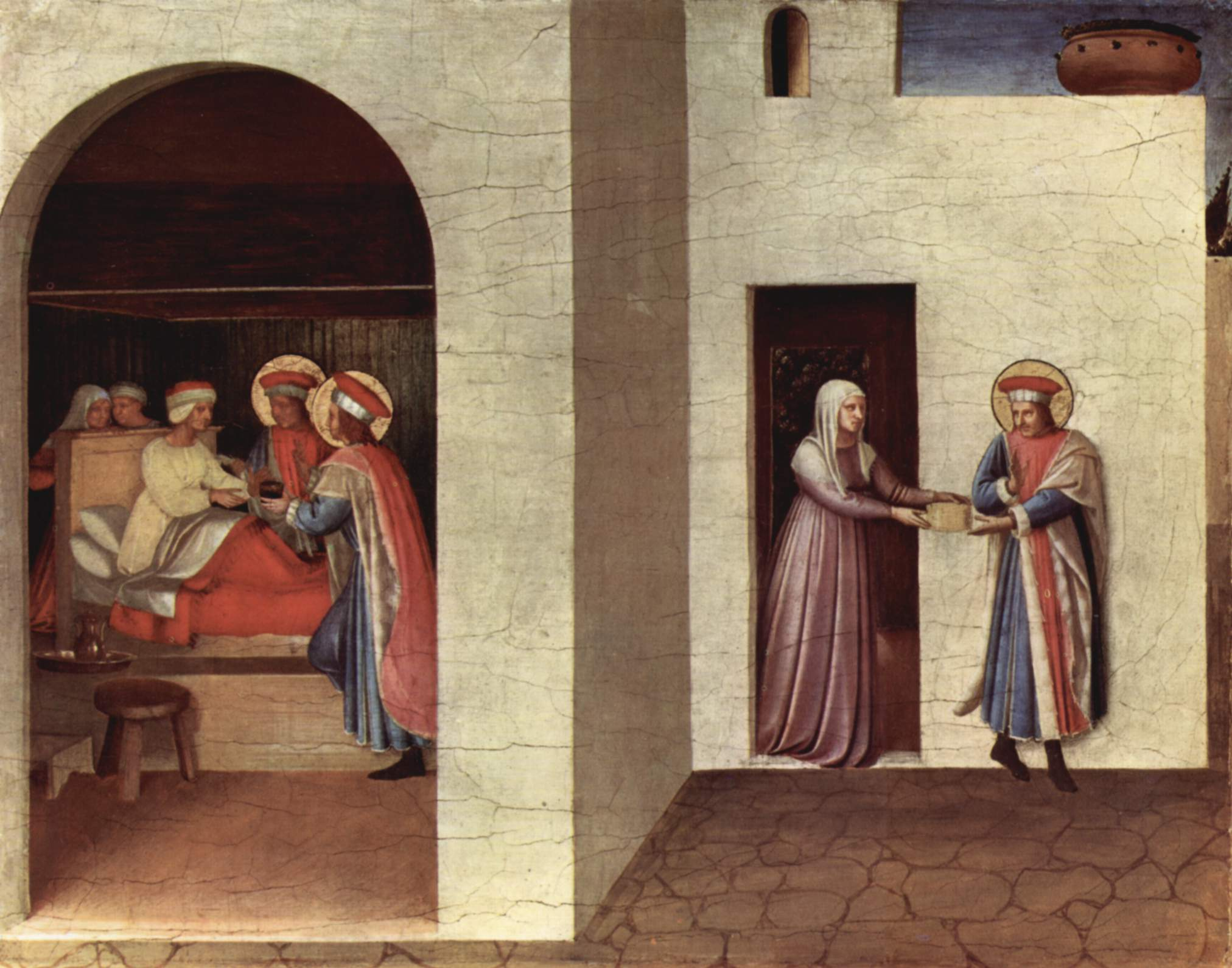
『聖コスマスと聖ダミアヌスによるパラディアの治癒』 、ナショナル・ギャラリー (ワシントン)
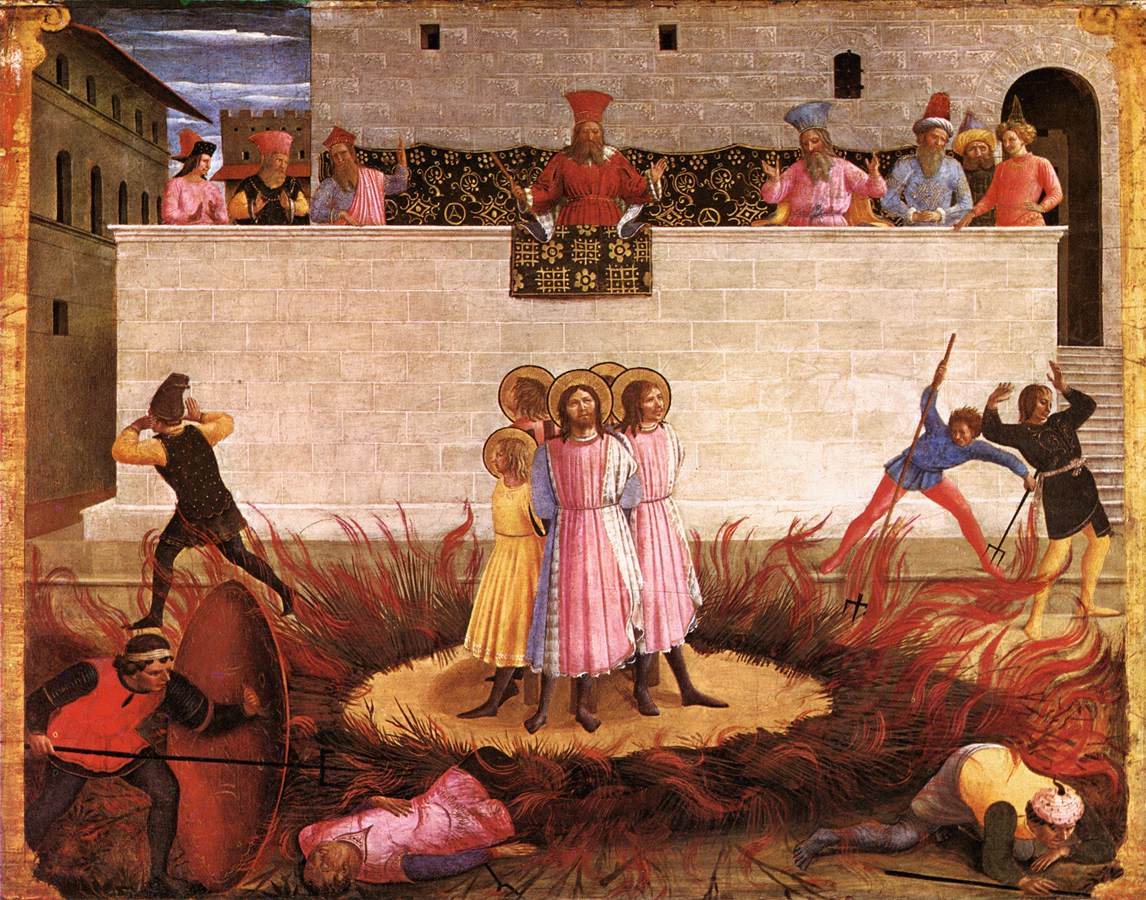
『死刑を宣告される聖コスマスと聖ダミアヌス』 、アイルランド国立美術館、ダブリン
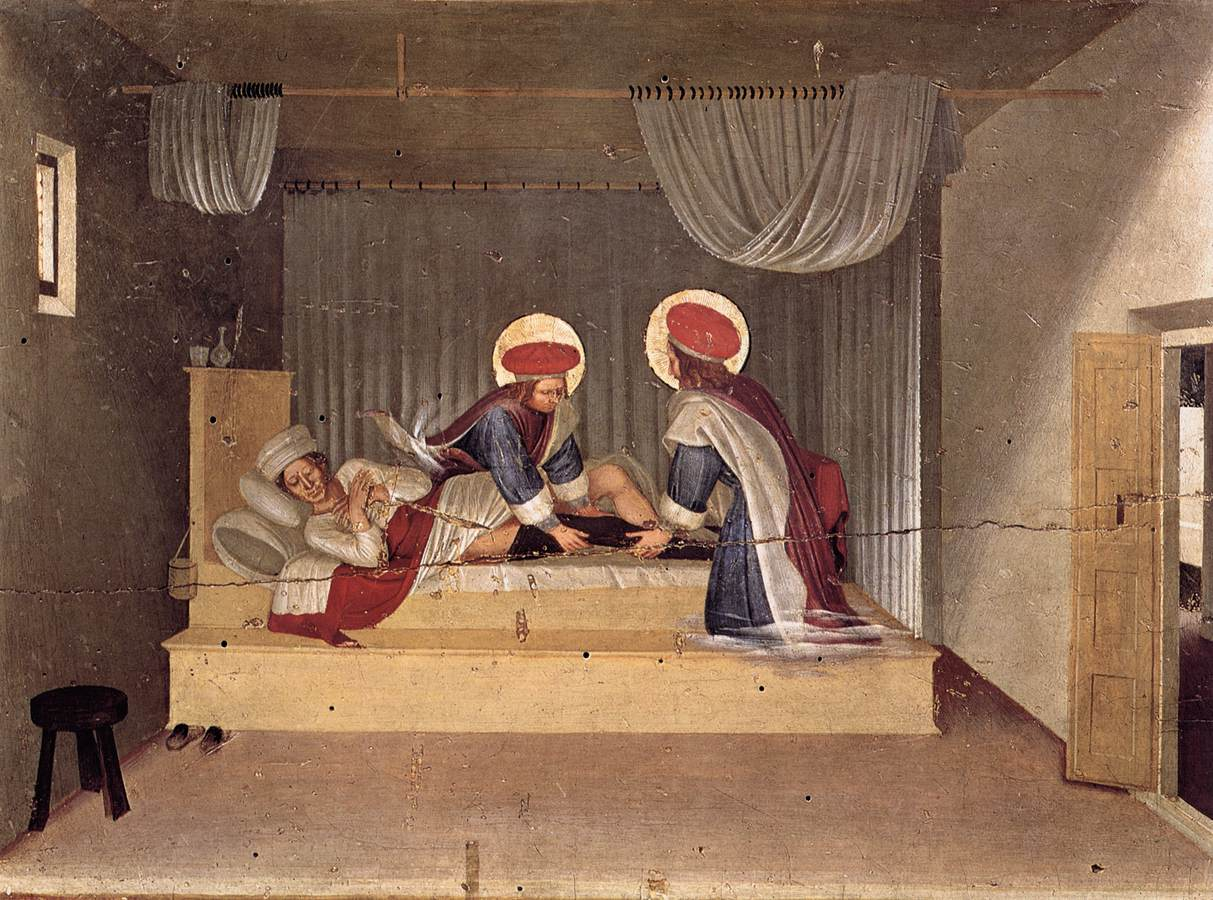
『聖コスマスと聖ダミアヌスによるユスティニアヌスの治癒』、サン・マルコ美術館
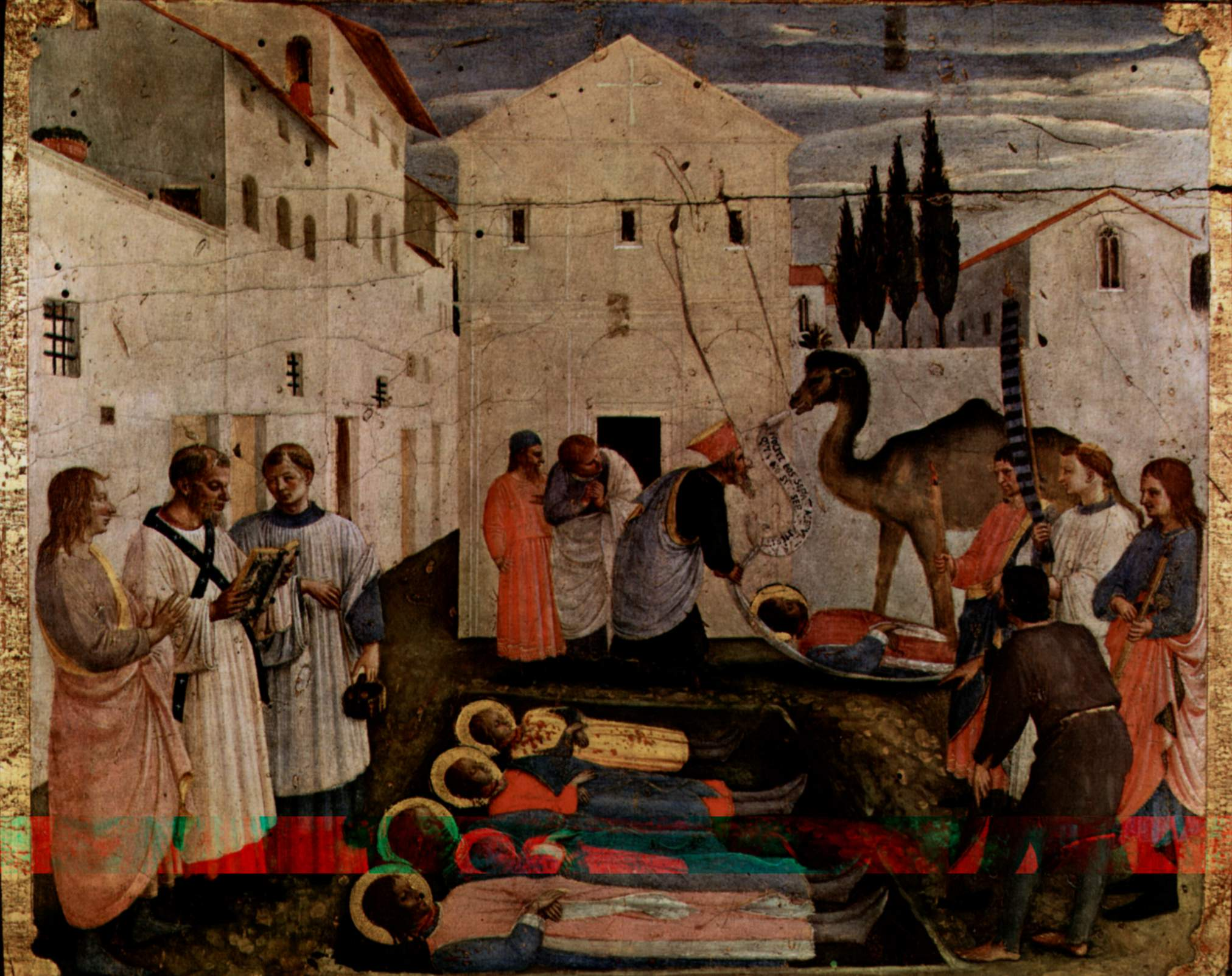
『聖コスマスと聖ダミアヌスの埋葬』、サン・マルコ美術館